# Kouilou (Fluss)
Der Kouilou, dessen Name auch Kwilu, Kwila, oder Kwil geschrieben wird, ist der größte Fluss in der Republik Kongo.

## Verlauf
Der Fluss ist von seiner Quelle  auf dem Batéké-Plateau bis zur Mündung bei Pointe-Noire rund 700 Kilometer lang. Er wird in seinem Mittelteil in der Niari-Region des Kongo Niari genannt. Von rechts nimmt er den Nebenfluss Louessé auf und fließt schließlich in den Atlantischen Ozean. Er erstreckt sich über das gesamte Kongobecken zwischen der Rumpfflächenlandschaft der abfallenden Niederguineaschwelle und dem Atlantik und über 4 von insgesamt 12 Departements des Landes (Lékoumou, Bouenza, Niari und Kouilou).
Der Kouilou ist nicht schiffbar, weil er an seiner Mündung viele Sandbänke hat, die durch den Benguelastrom geformt wurden. Er hat außerdem viele Wasserfälle, von denen einer der Zrinski-Wasserfall ist, der 1882 von Dragutin Lerman, einem Mitglied der Expedition von Henry Morton Stanley entdeckt und nach den Kroaten Nikola und Petar Zrinski benannt wurde.

## Stausee Projekt
Der Fluss durchfließt unter anderem die Sounda-Schlucht. An dieser Stelle soll eine große Talsperre gebaut werden, nämlich der Kouilou-Stausee.

## Hydrometrie
Die Durchflussmenge des Kouilou wurde über 13 Jahren (1969–82) in Sounda etwa 135 Kilometer flussaufwärts von der Mündung gemessen (in m³/s).
- Diagrammdaten:
- Definition |
- Rohdaten |
- Hilfe